# Vincent du Vigneaud
Vincent du Vigneaud (ur. 18 maja 1901 w Chicago, Illinois, zm. 11 grudnia 1978 w White Plains, Nowy Jork) – amerykański biochemik, laureat Nagrody Nobla w dziedzinie chemii w roku 1955.
W latach 1932–1938 był profesorem George Washington University w Waszyngtonie. W latach 1938–1975 był profesorem Cornell University w Ithace.
Prowadził badania dotyczące m.in. metabolizmu aminokwasów, struktury chemicznej biotyny (witaminy B7, w 1942 podał jej wzór strukturalny), insuliny, a także oksytocyny i hormonu antydiuretycznego, W 1953 określił ich budowę, a w 1954 dokonał ich syntezy.
W 1955 otrzymał Nagrodę Nobla w dziedzinie chemii za prace dotyczące ważnych biochemicznie związków siarki, a w szczególności za pierwszą syntezę hormonu polipeptydowego.